# 332 km (obwód moskiewski)
332 km (ros. 332 км) – przystanek kolejowy w pobliżu miejscowości Wasiljewskoje, w rejonie stupińskim, w obwodzie moskiewskim, w Rosji. Położony jest na Wielkim Pierścieniu Kolei Moskiewskiej.